# Ломы (Ивановский район)
Ломы — деревня в Ивановском районе Ивановской области России.

## География
Расположена на берегу речки Востры в 12 километрах к югу от центра города Иваново. Высота над уровнем моря: 118 метров.

## История
В январе 1932 года открылся дом отдыха «Зелёный городок». Общая площадь санатория составляет 29 гектаров, в том числе парковая зона 22,5 гектаров.

## Население
| 1859 | 1905 | 2010 |
| ---- | ---- | ---- |
| 99   | ↘64  | ↗80  |

## Инфраструктура
В советские годы в Ломах размещался санаторий Ивановского областного комитета КПСС (так называемые «обкомовские дачи»).

## Транспорт
Деревня доступна автотранспортом.  Остановка общественного транспорта «Ломы». 